# Вендлинг
Вендлинг (нем. Wendling) — коммуна (нем. Gemeinde) в Австрии, в федеральной земле Верхняя Австрия.
Входит в состав округа Грискирхен. Население составляет 803 человека (на 31 декабря 2005 года). Занимает площадь 13 км². Официальный код — 40834.

## Политическая ситуация
Бургомистр коммуны — Ульрих Баумгартнер-Флотцингер (АНП) по результатам выборов 2003 года.
Совет представителей коммуны (нем. Gemeinderat) состоит из 13 мест:
- АНП занимает 9 мест.
- АПС занимает 4 места.